# 西頓維爾 (伊利諾伊州)
西頓維爾（英語：Seatonville）是位於美國伊利諾伊州比羅縣的一個村落。

## 地理
西頓維爾的座標為41°21′48″N 89°16′23″W / 41.36333°N 89.27306°W，而該地最高點為海拔高度182米（即597英尺）。

## 人口
根據2010年美國人口普查的數據，西頓維爾的面積為1.30平方千米，當中陸地面積為1.30平方千米，而水域面積為0.00平方千米。當地共有人口314人，而人口密度為每平方千米241人。